# ポール・カポロンゴ
ポール・カポロンゴ（Paul Capolongo, 1940年3月17日 - ）は、アルジェリア出身の指揮者。

## 人物・来歴
アルジェに生まれる。
地元の音楽院からパリ音楽院に進学し、1963年に渡米してバークシャー音楽センターでエーリヒ・ラインスドルフに指揮法を師事。その年のうちにタングルウッド音楽祭でクーセヴィツキー賞とエリナー・クレーン記念賞を受賞し、エクアドルのキト国立管弦楽団の音楽監督に任命されて1966年まで務めた。1966年にはミトロプロス国際指揮者コンクールで優勝。
1967年から翌年までレナード・バーンスタインの助手を務めた。1975年から1985年までミュルーズ交響楽団の首席指揮者を歴任。